# Vebjørn Sørum
Vebjørn Sørum (* 11. srpna 1998 Gjøvik) je norský biatlonista.
Ve světovém poháru debutoval ve vytrvalostním závodě v březnu 2023 v Östersundu, kde obsadil 45. místo.
Ve své dosavadní kariéře zvítězil ve světovém v jednom individuálním závodě, když ovládl vytrvalostní závod v Ruhpoldingu v lednu 2025, a ve dvou kolektivních závodech.

## Výsledky

### Olympijské hry a mistrovství světa
| Sezóna  | Akce | Místo       | SP | SZ  | HZ  | IZ  | ŠT | SŠT | SZD | Věk    |
| ------- | ---- | ----------- | -- | --- | --- | --- | -- | --- | --- | ------ |
| 2024/25 | MS   | Lenzerheide | 4. | 25. | 14. | 45. | –  | –   | –   | 26 let |

### Mistrovství Evropy
| Sezóna  | A  | Místo          | SP | SZ | IZ | SŠ | SZD | Věk    |
| ------- | -- | -------------- | -- | -- | -- | -- | --- | ------ |
| 2022/23 | ME | Lenzerheide    | 2. | 1. | 6. | 1. | –   | 24 let |
| 2022/23 | ME | Brezno‑Osrblie | 5. | 4. | 1. | –  | 2.  | 25 let |

## Vítězství v závodech světového poháru, mistrovství světa a olympijských hrách

### Individuální
| Č. | sezóna    | datum          | místo               | disciplína         |
| -- | --------- | -------------- | ------------------- | ------------------ |
| 1. | 2024/2025 | 15. ledna 2025 | Ruhpolding, Německo | vytrvalostní závod |

### Kolektivní
| Č. | sezóna    | datum              | místo               | disciplína      |
| -- | --------- | ------------------ | ------------------- | --------------- |
| 1. | 2023/2024 | 30. listopadu 2023 | Östersund, Švédsko  | štafeta         |
| 2. | 2024/2025 | 30. listopadu 2024 | Kontiolahti, Finsko | smíšená štafeta |